# The Strangers
The Strangers är en amerikansk skräckfilm från 2008, skriven och regisserad av Bryan Bertino med Liv Tyler och Scott Speedman i huvudrollerna. Filmen handlar om ett ungt par som terroriseras av tre maskerade angripare som bryter sig in i deras ensligt belägna sommarstuga.

## Handling
Natten till den 11 februari 2005 återvänder Kristen McKay och James Hoyt till sin sommarstuga, ägd av James föräldrar efter att ha varit på en väns bröllopsmiddag. Senare knackar en ung, blond kvinna på ytterdörren. Hon lämnar Kristen och James efter att de säger att hon har gått fel. En kort stund senare, när James är iväg på ett ärende, återvänder den blonda kvinnan. Hon börjar banka på dörren, efter att Kristen vägrat släppa in henne. Kristen låser dörren och försöker ringa till James, men hennes mobil är död. Hon kopplar in den i väggen vid deras öppna spis och ringer James på hemtelefonen, när telefonen plötsligt dör.
Högljudda knackningar börjar höras utanför huset. När Kristen sträcker sig efter mobiltelefonen, upptäcker hon att den är borta. Hon märker att maskerade främlingar, "Man in Mask" och "Dollface", försöker ta sig in i huset. Kristen stänger dörren, låser den och gömmer sig i sovrummet. Ögonblick senare kommer James plötsligt in i sovrummet, ovetande om vad som pågår.
Paret söker igenom huset utan att hitta någon, när de plötsligt ser "Dollface" stå på baksidan. James går ut och till bilen för att hämta sin mobil, men den är borta. "Dollface" försvinner och James återvänder till huset, där han och Kristen hittar hans mobil liggande på pianot med batterierna utslitna. James bestämmer sig för att det är dags att åka därifrån.
De går ut och försöker åka därifrån, men en stor bil parkerar bakom dem, körd av en annan maskerad främling, "Pin-Up Girl". James och Kristen rusar tillbaka till huset där de hittar ett hagelgevär i köket och patroner i sovrummet. De blockerar ytterdörren med pianot och gömmer sig i ett rum längs hallen, beväpnade med vapnet siktande mot den öppna dörren.
James vän, Mike, som han ringde tidigare, anländer till huset. Han närmar sig huset och hör hög musik spelas inne i huset. Han går in i huset och genom hallen, när "Man in Mask" kommer bakom honom med en yxa. Mike går in i rummet, James trycker av vapnet och skjuter Mike i huvudet. Efter några sekunder inser James och Kristen att de skjutit fel person. James och Kristen försöker fly på ett flertal sätt, utan att lyckas.
Kristen springer tillbaka in till huset för att fly från främlingarna, men de följer efter henne. Hon försöker fly genom ett fönster, efter en konfrontation med "Dollface" och "Man in Mask". Kristen blir knockad och släpas tillbaka av "Man in Mask".
Nu har det blivit dagsljus ute, och främlingarna lutar sig över Kristen och James, som är fastbundna vid två stolar i vardagsrummet. Främlingarna tar av sig sina masker. Kristen och James försöker förgäves få dem att sluta. Trion turas sedan om att knivhugga James och Kristen, och åker sedan iväg i deras bil. På vägen stannar de och pratar med två pojkar som delar ut religiösa broschyrer. "Dollface" går ut ur bilen och ber om en. Hon går tillbaka till bilen med broschyren och de åker iväg. "Pin-Up Girl" vänder sig om och säger "Det kommer att bli lättare nästa gång".
De två pojkarna går in i huset och hittar ett hagelgevär, en kniv och paret liggande i en blodpöl. En av pojkarna går fram till Kristen och tar tag i hennes arm, då hon vaknar upp och skriker i panik.

## Rollista i urval
- Liv Tyler - Kristen McKay
- Scott Speedman - James Hoyt
- Gemma Ward - Dollface
- Keep Weeks - Man in Mask
- Laura Margolis - Pin-Up Girl
- Glenn Howerton - Mike
- Alex Fisher - Mormonpojke #1
- Peter Clayton-Luce - Mormonpojke #2

## Om filmen
The Strangers filmades utanför Florence, South Carolina med en budget på 9 miljoner dollar. Huvudrollsinnehavaren Liv Tyler fick tonsillit av allt skrikande. Filmen tjänade in 82,3 miljoner dollar totalt, vilket är tämligen mycket för en skräckfilm. Filmen inspirerades av sanna händelser: Mansonfamiljens mord på Sharon Tate och hennes sällskap 1969, Keddie-morden 1981 och inbrotten i regissören Bryan Bertinos kvarter under hans barndom.